# Lehel tér
A Lehel tér (1951-ig: Ferdinánd tér, majd 1990-ig: Élmunkás tér) Budapest XIII. kerületében található forgalmas közlekedési csomópont.  A teret a Váci út, a Bulcsú utca, a Lehel utca és a Szent Margit tér határolják.

## Fekvése
A tér a XIII. kerület délkeleti részén fekszik. A Váci út, a Bulcsú utca, a Lehel utca és a Szent Margit tér határolja.

## Története
A teret feltehetőleg a 19. század közepétől-végétől, 1951-ig Ferdinánd térnek hívták. A tér átnevezésre került 1951-ben, a tér neve onnantól Élmunkás tér lett. A teret a rendszerváltás után újra átnevezték, azóta hívják Lehel térnek.

## Megközelítése budapesti tömegközlekedéssel
- Metró:
- Busz:  15
- Villamos:  14
- Trolibusz:  76

## Híresebb épületek a közelben
- Árpád-házi Szent Margit templom: A tér egyik jellegzetes építménye, bár hivatalosan a Szent Margit téren áll. 1933-ban adták át. Érdekessége, hogy egész nap nyitva áll a hívők és a látogatók előtt.
- Lehel Csarnok: A lebontott Lehel téri piac helyén ifj. Rajk László tervei szerint épült meg 2002-ben, beceneve gyakran csak Kofahajó.
- Ferdinánd híd (1990-ig: Élmunkás híd): A híd a kerület határán fekszik, 1874-ben építették, 1940-1942 között, 1982-ben és 1999-ben felújították.
- Élmunkás házak a Lehel utca elején (1949-1950 között épültek)[2]

## Galéria

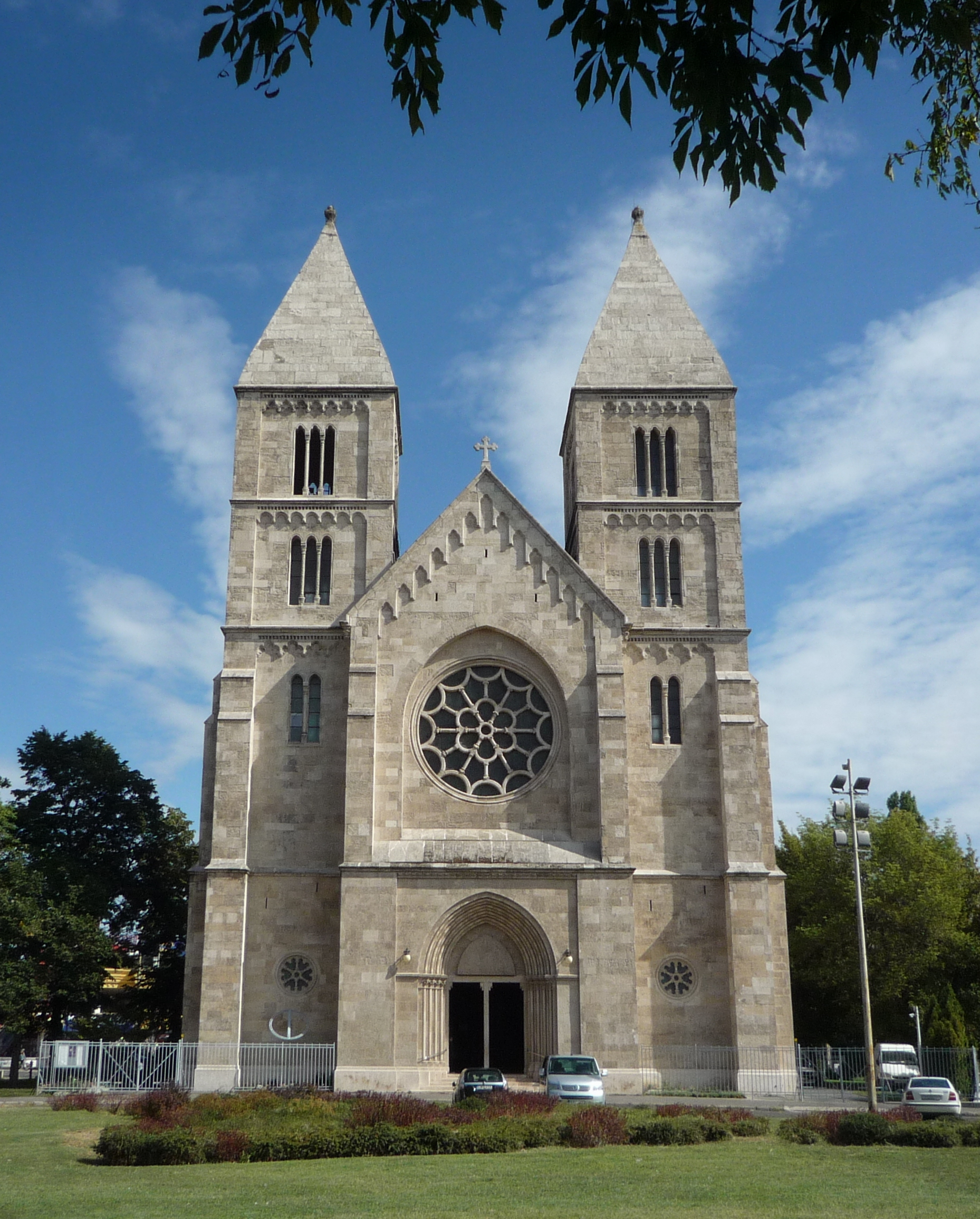
Árpád-házi Szent Margit-templom
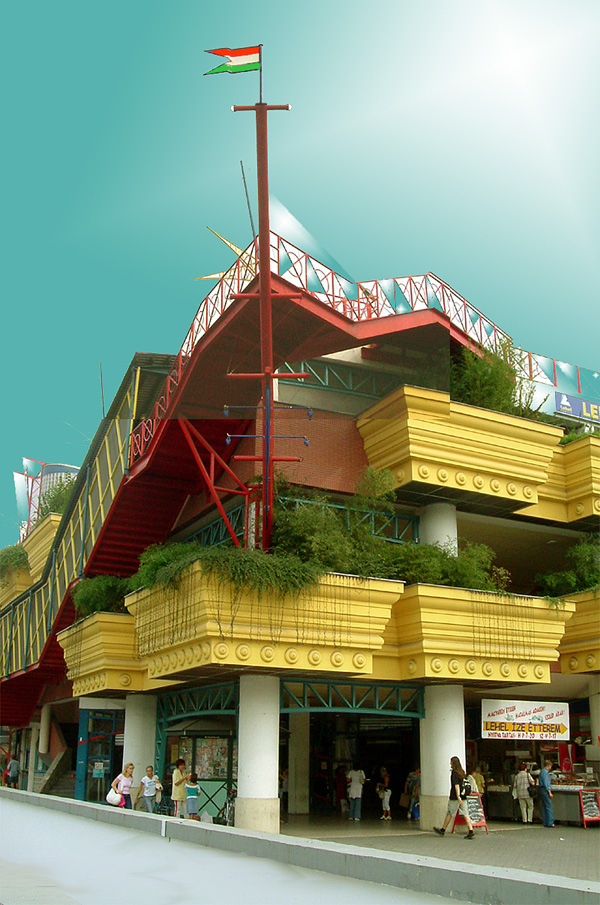
A Lehel Csarnok délkeleti bejárata
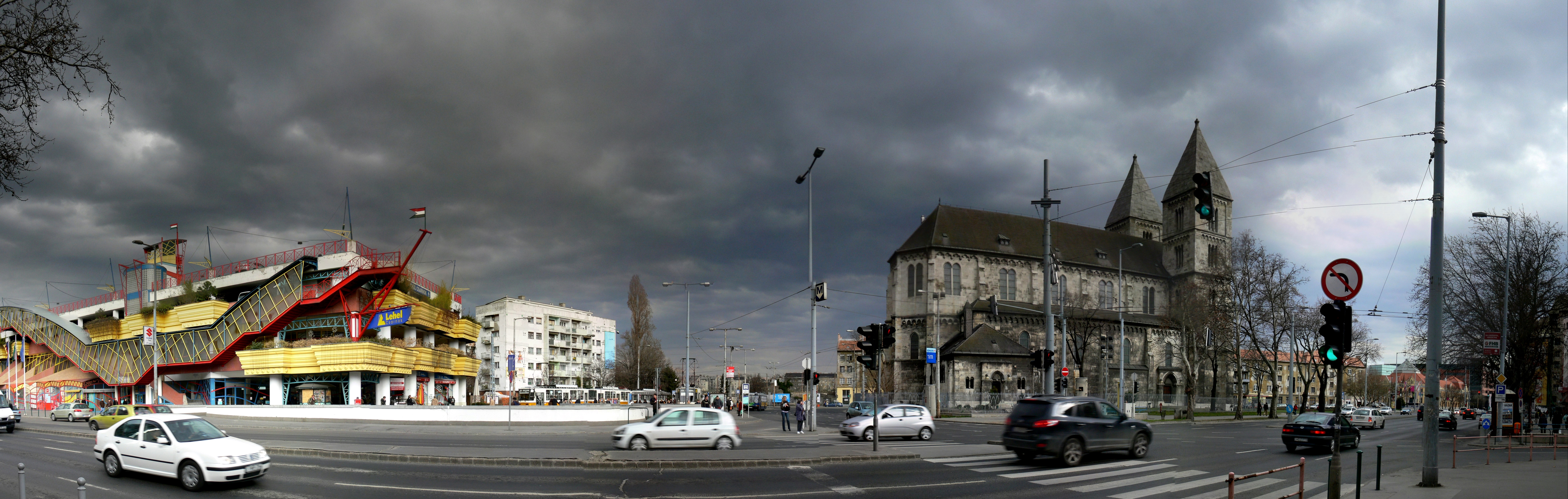
A tér vastag zivatarfelhő alatt